# Grivnă
Grivna sau hrivna (ucraineană гривня, API: /ˈɦrɪʋnʲɑ/; cod ISO 4217 UAH; cod numeric 980) este moneda națională a Ucrainei din 1996, în locul „cuponului” (karbovaneț), unitate monetară temporară, folosită după ce Ucraina a părăsit Uniunea Sovietică și zona rublei.
Grivna este subdivizată în 100 copeici (kopiyki, singular kopiyka).

## Simbolul grivnei / hryvniei
Simbolul grivnei derivă de la litera G din alfabetul chirilic ucrainean (Г), în versiunea cursivă (italică) minusculă: г, pronunțată [he], cu două tăieturi orizontale semnificând stabilitate: 
Situații similare le întâlnim la simbolurile (¥) yen și (€) euro.
În limba ucraineană, grivna se abreviază „грн.” (hrn.) Simbolul pentru grivnă a fost introdus în Unicode în 2004, cu codul U+20B4.

## Istoric

### Rusia Kieveană
În Rusia Kieveană, grivna / hryvnia era o monedă de cupru de 2,5 kopiyki (copeici), iar hryvenyk era o monedă de argint de 10 kopiyki, în secolul al XI-lea.
La Novgorod cuvântul desemna o bară de argint de circa 200 de grame, care, dată fiind valoarea sa, a fost divizată (рублeный, citit [rublenîi]) în două jumătăți, care au primit numele de ruble.

### Republica Populară Ucraineană (1917-1920)

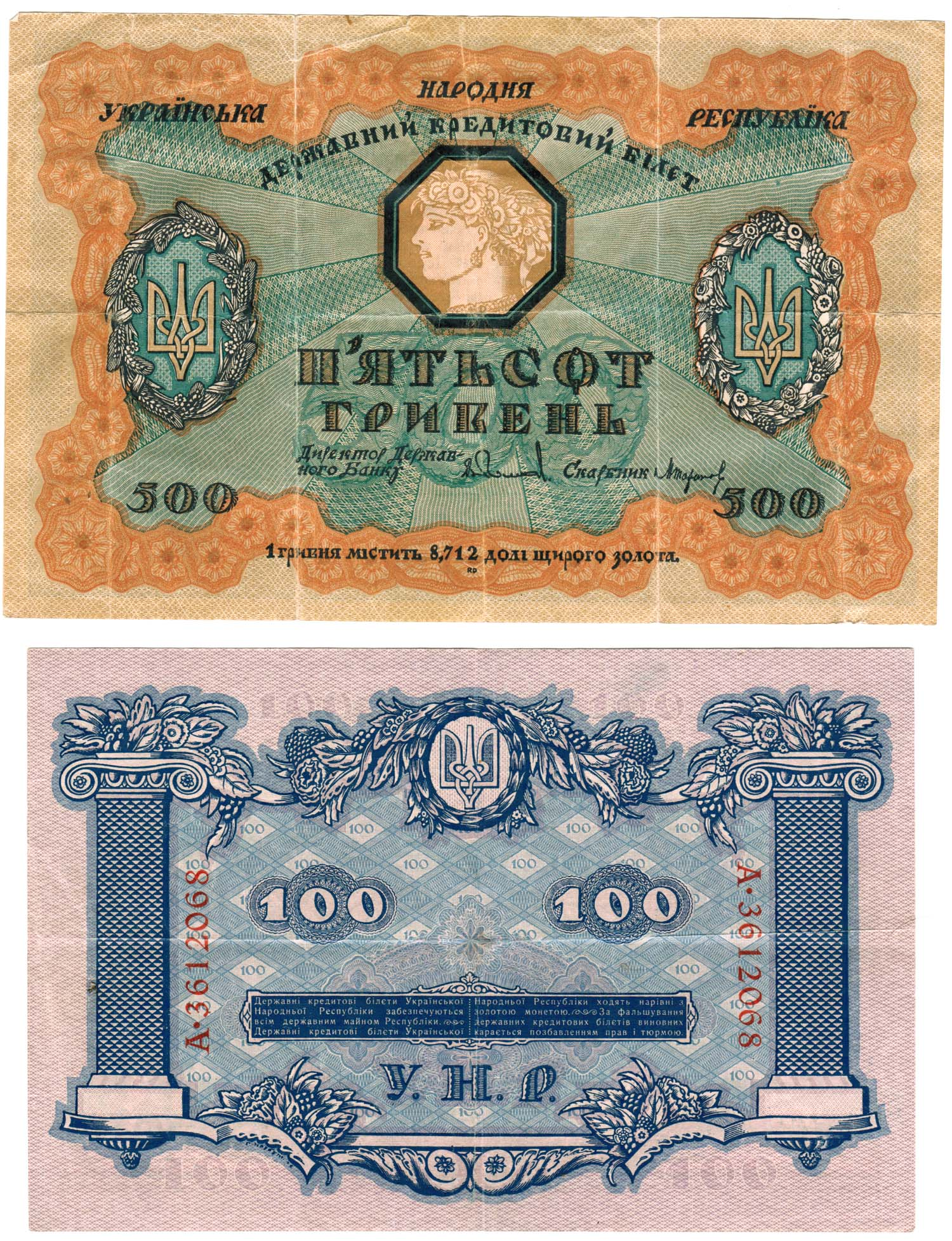
Bancnote cu valori nominale de 500 de grivne, respectiv de 100 de grivne, emise în 1918

La sfârșitul Primului Război Mondial și după Revoluția Rusă, ucrainenii și-au proclamat independența și au creat, de la data de 18 iunie 1917, Republica Populară Ucraineană. Karbovanețul ucrainean a fost mai întâi ales ca nouă unitate monetară națională. O primă bancnotă cu valoarea nominală de 100 de karbovaneți, desenată de artistul ucrainean Heorhii I. Narbut, a fost emisă la 19 decembrie 1917.
Republica Națională Ucraineană (UNR) va fi recunoscută de Franța și de Marea Britanie, în ianuarie 1918, și și-a declarat independența la 22 ianuarie 1918. Din motive politice, legea de introducere a noii unități monetare, emisă de Verhovna Rada (Rada Supremă a Ucrainei), la 1 martie 1918, a instaurat hryvnia / grivna la o paritate de ½ karbovaneț. Hryvnia era subîmpărțită în 100 de șahi (singular, în ucraineană шаг, (pronunțat: [șah] iar la plural шагiв, pronunțat: [șahiv].
Au fost puse în circulație bancnote cu valori nominale de 2, 5, 10, 100, 500, 1.000 și 2.000 de hryvnia, începând din 17 octombrie 1918. Bancnote cu valori nominale de 10, 20, 30, 40 și 50 de șahi au fost puse în circulație de la 18 aprilie 1918.

### Republica Sovietică Socialistă Ucraineană (1920 – 1990)
Luarea puterii de către bolșevici la Kiev a condus la o perioadă plină de evenimente, cu punerea în circulație a karbovaneților bolșevici, dorită de autoritățile sovietice în Ucraina ocupată și proclamată Republica Sovietică Socialistă Ucraineană.
Republica Sovietică Socialistă Ucraineană a aderat, în 1922, la Uniunea Republicilor Sovietice Socialiste, iar rubla sovietică a fost adoptată ca unitate monetară.

#### Reichskommisariat Ukraine (1941 - 1945)

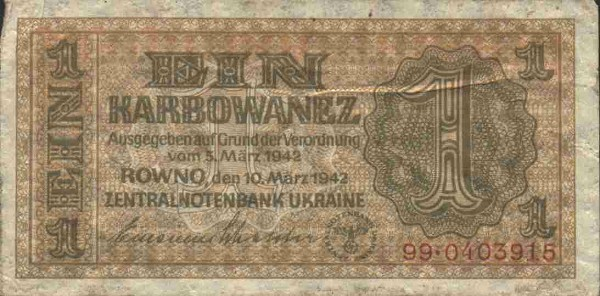
Bancnotă cu valoarea de 1 Karbowanez emisă de Reichskommissariat Ukraine, în 1942 (avers)

În timpul ocupației germane, a fost emis de guvernul nazist local (în germană Reichskommissariat Ukraine), al doilea karbovaneț (UAK), (în germană Karbowanez) (1942 - 1945), pentru a înlocui rublele sovietice, la paritatea de 1:1. Karbóvanețul avea paritatea față de Reichsmark (RM), la o rată de schimb 10 UAK = 1 RM.

### A doua Republică Ucraina (1991 - în zilele noastre)
La 24 august 1991, Ucraina și-a declarat din nou independența și a aderat la Comunitatea Statelor Independente (CSI). La 1 decembrie 1991, a fost organizat un referendum privitor la independența țării, care a fost aprobat cu 90%. Karbovanețul ucrainean, cupon de schimb, a înlocuit rubla sovietică, din 1992. Dar această deviză a suferit o puternică inflație, ca urmare a unei perioade de criză economică.
În 1996, mulțumită evoluției favorabile a economiei naționale, karbovanețul ucrainean s-a stabilizat în raport cu principalele devize internaționale. Condițiile deveneau favorabile introducerii noii unități monetare în acord cu Constituiția națională.
Decretul prezidențial asupra reformei monetare în Ucraina a fost publicat la 25 august 1996 (conform articolelor 99 și 102 din Constituție), iar tranziția a avut loc între 2 și 16 septembrie: rata de schimb a fost de 100.000 karbovaneți ucraineni pentru 1 grivnă / hryvnă. De atunci, hrivna a devenit unicul mijloc de plată legal în Ucraina.
Această reformă monetară a fost capitală pentru Ucraina și a fost punctul de plecare al stabilității economiei ucrainene.
Potrivit articolului 99 din Constituția din 1996, Banca Centrală a Ucrainei este Banca Națională a Ucrainei (în ucraineană Національний банк України, iar misiunea ei principală este garantarea stabilității monedei.

## Galerie de imagini

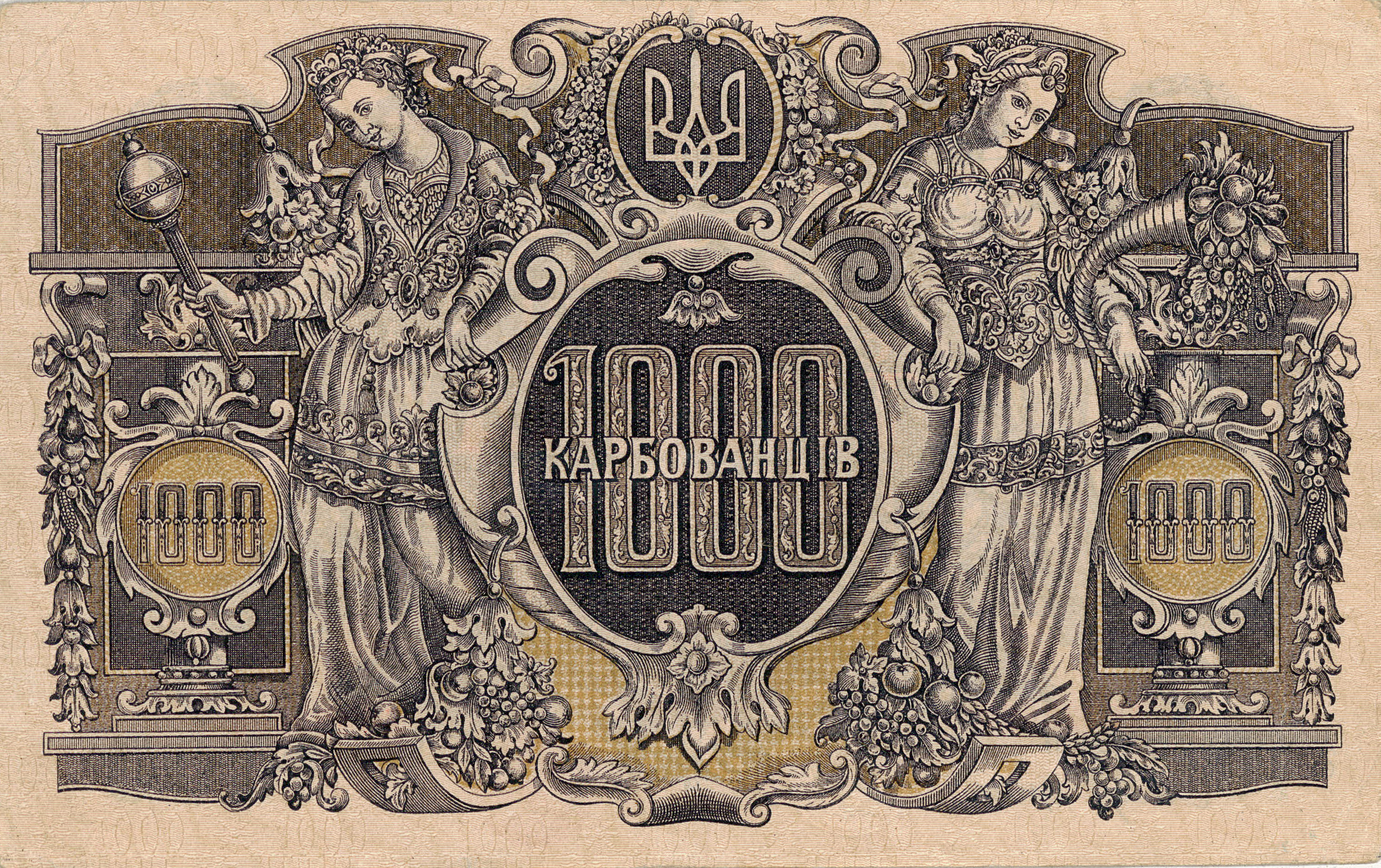
Bancnotă ucraineană, cu valoare nominală de 1.000 de karbovaneți, emisă în 1919;
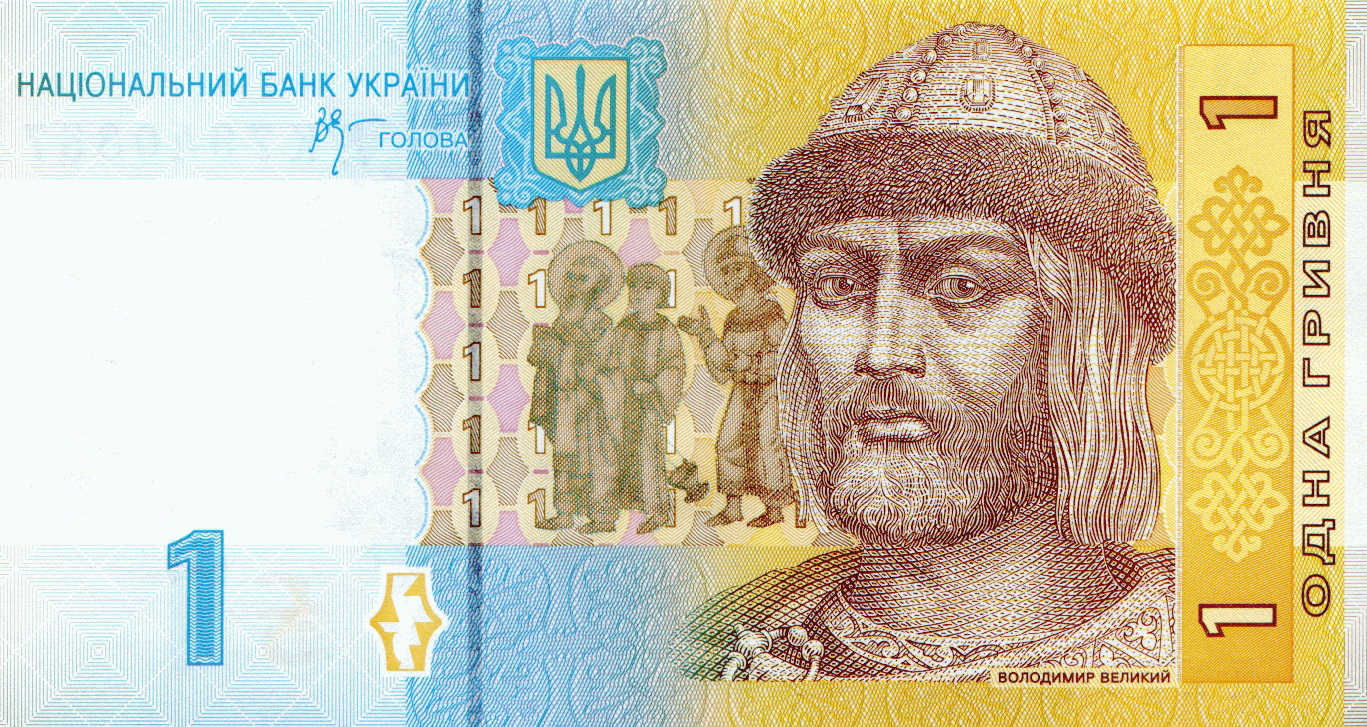
Bancnotă cu valoarea nominală de 1 grivnă, emisă în 2006;
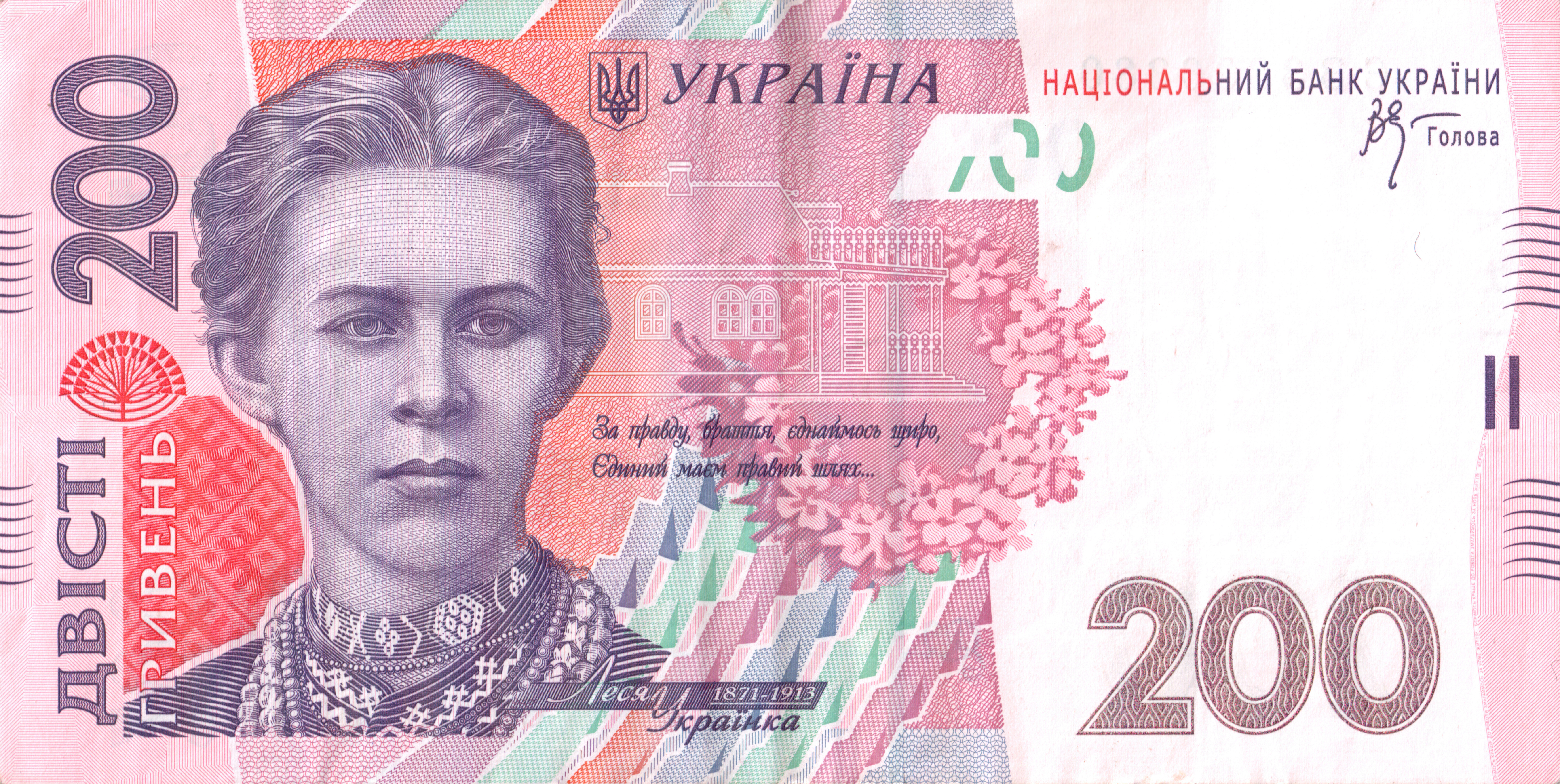
Bancnotă cu valoarea nominală de 200 de grivne, avers, emisă în 2007;
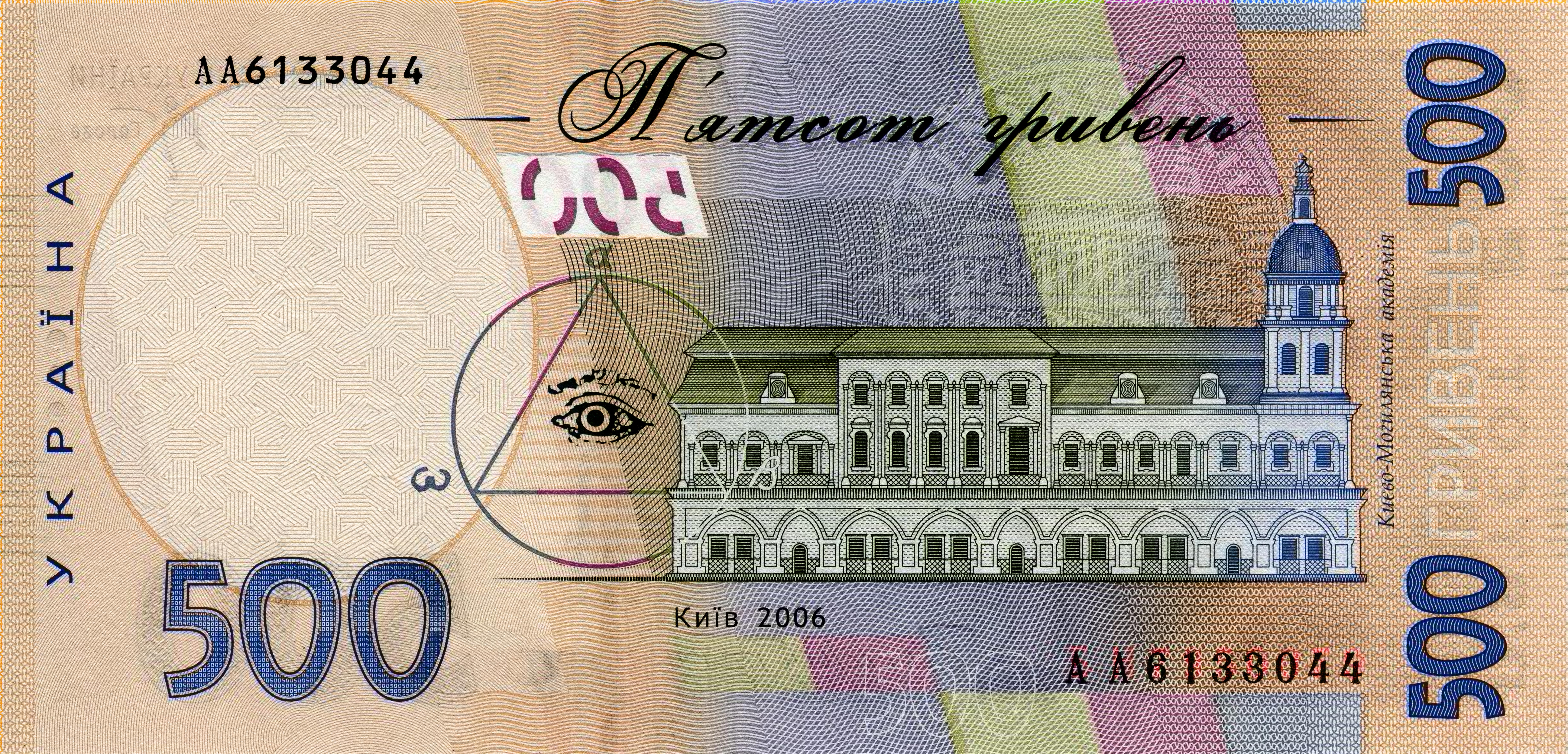
Detaliu controversat de pe bancnota ucraineană, cu valoare nominală de 500 grivne, cu inscripții masonice, emisă în 2006.